# Jマシン
Jマシン(ジェリービーン・マシン、en: Jellybean-Machine, J–Machine)は、MITコンカレントVLSIアーキテクチャ・グループとインテル・コーポレーションによって設計された並列コンピュータである。このマシンは「ジェリービーン」部品 – それぞれにプロセッサ、メモリ、高速通信インターフェイスが搭載される、安価で豊富なコモデティ部品 – と、きめ細かい並列プログラムを実装するための新しいネットワーク・インターフェースを使用した。

## 歴史
Jマシン・プロジェクトは、ビル・ダリーのカルテック博士号課程における研究活動に基づいて1988年に開始された。 
この研究の哲学は「プロセッサは安く、メモリは高価である」であり、プロジェクト名にある「J 」は小さく安価なキャンディーであるジェリービーンの略である。多数のプロセッサを利用するために、このマシンはメッセージ・パッシングを使用した新しいネットワーク・インターフェイスを備えていた。これにより、ノードは2マイクロ秒以内に他のノードにメッセージを送信できるようになった。 
(マシン1機あたり)1024ノードのJマシン・システムが3機、構築され、MIT、カリフォルニア工科大学、アルゴンヌ国立研究所に保管されている。

## ノート
1. ↑  Dally, William (1998年). “The J-Machine: A Retrospective”. 2009年6月17日閲覧。
2. ↑  “J-Machine Project Page”. web.mit.edu. 2022年12月30日閲覧。
3. ↑  Dally, William J.; Towles, Brian (2004). Principles and practices of interconnection networks. Morgan Kaufmann. pp. 102–109. ISBN 0-12-200751-4
4. ↑  Hord, R. Michael (1993). “12. The J-Machine: A fine-grain concurrent computer”. Parallel supercomputing in MIMD architectures. CRC Press. pp. 225–236. ISBN 0-8493-4417-4
5. ↑  “The Jellybean Machine”.   CVA Group, Stanford University. 2009年6月17日閲覧。